# Georg 4. af Storbritannien
Georg 4. (George Augustus Frederick; 12. august 1762 – 26. juni 1830) var konge af Det Forenede Kongerige Storbritannien og Irland og af Hannover fra sin far, Georg 3.'s død 29. januar 1820 til sin død ti år senere. Fra 1811 til sin tiltrædelse var han prinsregent under sin fars sindssygdom. Hans regentskab (engelsk: regency) gav navn til perioden, dens arkitektur og dens mode. Han fik arkitekten John Nash til at bygge Royal Pavilion i Brighton og ombygge Buckingham Palace, samt sir Jeffry Wyattville til at genopbygge Windsor Castle.
I hemmelighed havde han giftet sig med en katolik, Maria Fitzherbert, i 1785. I 1795 giftede han sig officielt med Caroline af Braunschweig, som han forgæves søgte at lade sig skille sig, efter at han var blevet konge i 1820. (Caroline døde i 1821.) Deres eneste barn, den 21-årige prinsesse Charlotte, døde efter selv at have sat et dødfødt barn til verden i 1817. 
Georg 4. blev den mest forhadte af Hannover-kongerne. Befolkningen hadede ham for at leve i luksus og overflod i en tid, da den jævne mand hundesultede pga krigen med Frankrig, og der var opløb i gaderne efter brød. Georg selv var smækfed, men fik alligevel digteren Leigh Hunt idømt en bøde på £ 500 og sat i fængsel i to år for at have kaldt Georg 4. "en fed adonis på 50". Georg 4. blev efterfulgt på tronen af sin yngre bror, Vilhelm.

## Baggrund
Georg 4. blev født i St. James's Palace og kom først lidt skævt ud, idet hofmanden jarlen af Huntingdon straks bekendtgjorde, at den nyfødte tronarving var en pige. Som ældste søn af et britisk statsoverhoved blev han automatisk hertug af Cornwall og hertug af Rothesay ved fødslen; få dage senere blev han udnævnt til prins af Wales og jarl af Chester. Georg var den kvikkeste og mest lærenemme af kongens sønner. Han havde stor sans for Walter Scotts værker. Det var ham, der fik få Scott adlet til baron. Mere overraskende var Jane Austen blandt hans favoritter.

## Druk og kvindehistorier
Som syttenårig indledte prinsen et forhold til Mary Robinson (1757-1800) efter at have set hende som Perdita i stykket Florizel and Perdita 3. december 1779. Han lovede hende £ 20.000 udbetalt, straks han fyldte 21. Det løfte havde han aldrig til hensigt at opfylde, skønt Robinson fødte ham en datter. Robinson truede ham så med alle de breve, han havde sendt hende, som han havde signeret "Florizel". Hans far betalte til sidst pigen ud med £ 5.000 og en årlig pension, der imidlertid blev uregelmæssigt udbetalt. Mary Robinson blev senere en respekteret skribent og omgikkes Mary Wollstonecraft og Coleridge. Hun fik sit portræt malet af både Joshua Reynolds og Thomas Gainsborough og ligger begravet på Gamle Windsor gravplads i Berkshire.
Når Georg ville i seng med en kvinde, greb han til alle tricks i bogen. Hjalp det ikke med tårer, vrede eller penge, påstod han, at han var dødssyg eller ville tage sit liv. Han bad altid en erobring om en lok af hendes hår til erindring. Efter hans død fandt hans brødre blandt hans ejendele omkring 7.000 konvolutter med kvindehår nok til at udstoppe en sofa, hundredvis af damehandsker og mængder af kærlighedsbreve. Prinny, som han ofte blev kaldt, foretrak overvægtige kvinder ældre end han selv som lady Melbourne, der sandsynligvis fik et barn med ham, operasangerinden Elizabeth Billington og statsmanden Karl August von Hardenbergs kone, der skyndsomst blev sendt hjem til Tyskland i håb om at undgå skandale. Var ingen damer i hans egne kredse tilgængelige, gik Georg på bordel. Han var stamkunde i et hus i Covent Garden, der specialiserede sig i piskning.
Prins Georg var det meste af tiden alt andet end ædru. Til middag drak han mindst tre flasker vin og fejrede enhver anledning med at blive stangdrukken, også da han stod gudfar for greven af Rutlands søn. Især medgik der utrolige mængder kirsebærlikør. Charles Lamb skrev om ham:
Not a fatter fish than he
flounders round the Polar Sea.
See his blubbers at his gills.
What a world of drink he swills!
Ved den anledning erhvervede Georg sit øgenavn Prince of Whales = Hvalprinsen.
Han er også foreslået som et af flere mulige ophav til det engelske børnerim:
Georgie Porgie, pudding and pie,
kissed the girls and made them cry.
When the boys came out to play,
Georgie Porgie ran away.

## Ungdom
Til sin 21. fødselsdag fik prinsen Carlton House af sin far. Straks besluttede han at omdanne det til et palads, der kunne måle sig med Versailles og Vinterpaladset. Uden hensyn til omkostningerne blev skattebetalernes penge anvendt til den mest afsindige luksus. Et år brugte han mere end £ 250.000 til nye møbler, et andet år blev møblerne ombetrukket for £ 49.000. I 1826 var Georg træt af huset og fik det simpelthen revet ned. Det eneste, som står i dag, er søjlerne, som genbruges foran National Gallery på Trafalgar Square.
Kort efter sin 21-års-fødselsdag var han blevet forelsket i den borgerlige Maria Fitzherbert, seks år ældre end han, to gange enke og katolik. Hendes samtidige omtalte hende som stor og konet, med en lang, spids næse, og munden deformeret af et dårligt tilpasset gebis. Da hun afviste ham, greb han til sin velprøvede rutine med at fortælle hende, at han var alvorligt syg. Det fæstede hun dog ingen lid til. Til sidst tilbød han hende i desperation ægteskab, selv om Act of Settlement 1701 udelukkede en katolsk ægtefælle fra at bestige tronen, og Royal Marriages Act 1772 forbød prinsens ægteskab uden kongens accept. Hvis hun stadig sagde nej, insisterede han på, at hans hjerne ville gå itu (My brain will split!). I juni 1784 gik han så langt, at han lod som han havde knivstukket sig selv hjemme i Carlton House. Fru Fitzherbert følte sig så presset, at hun sagde ja til hans frieri, hvorpå hun straks rejste til udlandet og sendte et afskedsbrev, hvor hun sagde, at hun havde aflagt sit løfte under pres og derfor mente sig berettiget til at bryde det. Prinsen besvarede det med et 42 siders brev med selvmordstrusler.
På trods af protester gennemgik parret en vielsesceremoni 15. december 1785 i hendes hus i Park Street, Mayfair. De blev viet af præsten John Burt, hentet fra Fleet-fængslet, hvor han sad for gæld. Burt fik £ 500 og et løfte om at blive biskop, hvis han forrettede og i øvrigt holdt mund om vielsen. En af prinsens bedste venner holdt vagt ved døren. Men få dage senere var historien ude over hele byen. Georg indrømmede dog kun overfor sine allernærmeste venner, at den havde fundet sted. Ellers benægtede han den, og fik sin nærmeste politiske allierede, Charles James Fox, til kategorisk at afvise sagen i parlamentet. Fox var i god tro og tilgav aldrig prinsen, at han havde holdt ham for nar på denne måde. Fru Fitzherbert kom i en mærkelig stilling. Som officiel prinsesse af Wales boede hun i et smukt hus i Pall Mall, hvor hun underholdt sine gæster på kongeligt vis, og hun anskaffede juveler til £ 50.000. Det forbedrede ikke prinsens økonomi; i1786 havde han en gæld på £ 250.000; seks år senere var beløbet fordoblet. En gang belejrede fogeden fru Fitzherberts hus for at opkræve gælden og gav ham 24 timer til at betale. Da han allerede havde pantsat de flleste af sine egne smykker, betalte han ved at pantsætte fru Fitzherberts.
Forholdet varede i 27 år og overlevede også fru Fitzherberts forskrækkelse over Georgs svigefulde, bigamistiske ægteskab med prinsesse Caroline. Da fru Fitzherbert var 55 år, brændte kongen hende af som "en krakilsk gammel kone". Hun forlangte en formel separation og opnåede efter en del pinlige sammenstød en årlig pension på £ 10.000. Officielt fik parret ingen børn; men det har været hævdet, at der blev født børn, som antog navnet Wyatt efter fru Fitzherberts død.

## Ægteskab
Georg 3. var forfærdet over sin søns opførsel og hans støtte til Whig-partiet og Charles James Fox. I 1795 var sønnen så forgældet, at han så sig tvunget til at gifte sig med sin kusine Caroline af Braunschweig - datter af Georg 3.s søster Augusta - for at parlamentet skulle betale hans gæld. Han var frastødt af brudens urenlighed og hun af hans fedme i kontrast til det flotte portræt, hun fik vist. Han var stangdrukken i sit bryllup, og næste morgen var angiveligt den eneste gang, de var sammen som mand og kone, og deres datter prinsesse Charlotte (1796–1817) blev undfanget.
Datteren var kun nogle få uger gammel, da forældrene blev separeret. Efter hendes fødsel fik Georg et sammenbrud og skrev et testamente, hvorefter han efterlod alt til "Maria Fitzherbert, som er min hustru i Guds øjne, og altid er og vil være det i mine". Men straks han var kommet sig, glemte han testamentet.
I februar 1811 blev Georg prinsregent pga. sin fars sindssygdom. Den gamle var blevet far til 15 børn, men havde ikke et eneste barnebarn født i ægteskab; og hans syv levende sønner blev af statsministeren, hertugen af Wellington, omtalt som "de mest fordømte møllesten, nogen regering har haft hængende om halsen". Shelley kaldte dem "kongelige vampyrer".
Georg 4. fik tre epileptiske anfald, i tiden da han blev indsat som prinsregent, og var omtrent lige så gammel som hans far, da han fik sine første anfald. Ved nyheden om sejren ved Waterloo blev prinsregenten hysterisk og måtte beroliges. Han fantaserede om at have redet hesten Fleur-de-Lys i et væddeløb, skønt han var så overvægtig, at han kun kunne komme op i sadlen ved hjælp af en sindrig hejsekran; og om at have deltaget i slaget ved Salamanca, forklædt som general Eberhardt von Bock. Mange af hans symptomer lå tæt på hans fars. Men da Sunday Times rejste spørgsmålet, om prinsregenten led af nedarvet sindssygdom, blev Georg 4. ude af sig selv og ville have statsadvokaten til at rejse sag mod avisen og fik presset indenrigsministeriet til at tredoble afgiften på søndagsaviser.
Prinsregenten iværksatte store byggeprojekter, især med arkitekten John Nash. De udviklede Regent Street og Regent's Park, fik moderniseret Buckingham Palace og Windsor-slottet, og bygget Royal Pavilion i Brighton. Georg fik også overtalt regeringen til at bygge et nationalgalleri. Ved sin fars død i 1820 arrangerede Georg en storslået kroningsceremoni, hvortil han forbød sin kone adgang, da hun vendte tilbage fra Italien, hvor hun havde boet siden 1814, for at gøre sine krav som dronning gældende. Det ville Georg ikke høre tale om, og han var uklog nok til også at ville have hendes navn fjernet fra den anglikanske kirkes liturgi, for ikke at udsætte den engelske befolkning for den blasfemi det - med hans ord - ville være at bede for hende. Han forlangte også en erklæring fra Overhuset om, at Caroline havde bedraget ham med kammertjeneren Pergami, og at ægteskabet dermed var ophævet. Sagen var en skandale, der gav genlyd i hele det britiske samfund. Carolines forsvarer, Henry Brougham var personligt overbevist om hendes skyld, men den kunne ikke bevises. Desuden var kammertjenerne, hun skulle have været utro med, italienere og dermed i den engelske befolknings øjne helt utroværdige. Broughams krydsforhør af Majocchi resulterede kun i, at Majocchi sagde Non mi ricordo (Jeg husker ikke) 87 gange. Udsagnet indgik derefter i engelsk, at det udløste latter 50 år senere. Lord Broughams afsluttende forsvarstale blev regnet som den bedste nogensinde. Han var helten, der blev hyldet i gaderne. For første gang havde folkets oprørstrang vist sig som hengivenhed for dronningen og åbnede vejen for fredelige reformer.
Kort efter blev Caroline syg. Da Napoleon døde, sagde Georgs tjener til ham: "Deres Majestæts største fjende er død!" hvortil Georg skal have svaret: "Gud, er hun?" Caroline døde kort efter. Selv mente hun, hun var blevet forgiftet.

## Regeringstid
Georg 4. blev gjort til grin af brillante karikaturtegnere som Gilray, Rowlandson, Cruikshank og Heath, som alle blev stenrige af at gøre nar af ham. Det gik så langt, at Georg tilbød Cruikshank £ 100, bare han holdt op med at tegne ham som en fordrukken gammel stodder. Georg var skræmt fra vid og sans af den franske revolution lige på den anden side af kanalen. Han blev allerede bombarderet med trusselsbreve fra privatpersoner. Da Georg blev konge, sprang direktøren for Det kongelige Teater i Brighton over nationalsangen, af frygt for at den skulle udløse et oprør. Hvor Georg end viste sig, råbte folk af ham, og hans vogn blev tilsvinet. Nationalhelten hertugen af Wellington blev buet efter i gaderne, da det blev kendt, at han havde erklæret sin loyalitet mod kongen. I 1812, da sultende mennesker gik i optog og råbte "Brød eller blod!", måtte hans hjem, Carlton House, bevogtes af soldater. Men på den tid turde han knapt at opholde sig i London, men gemte sig for det meste i Brighton.
Hofmanden Charles Greville beskrev Georg 4.s dagligliv i 1829: han indtog sin morgenmad i sengen, læste aviserne der, døsede igen og stod ikke op før kl. 18, når det var tid til at sætte sig til middagsbordet. Så gik han i seng igen senest kl. 23. Han sov dårligt og ringede med klokken omkring 40 gange hver nat. Hvis han ville vide, hvad klokken var, gad han ikke dreje hovedet for at se på sit ur, men tilkaldte kammertjeneren. Det samme hvis han ville drikke vand, gad han gad ikke række hånden ud efter glasset. Hans kammertjenere var derfor helt smadrede; de kunne ikke klæde sig af og knapt lægge sig ned for natten.
Befolkningens kamp for stemmeret tiltog, og Georg 4.s regeringstid huskes især for Peterloo-massakren i Manchester i august 1819, hvor kavaleriet angreb fredelige demonstranter på det mest brutale. Selv påstod Georg med årene at have deltaget i slaget ved Waterloo. Hver gang råbte han til statsminister Wellington: "Var det ikke sådan?" og denne svarede: "Jeg har ofte hørt Deres Majestæt sige det." Med tiden foretrak Georg Tory-partiet og fra at støtte katolske krav, tog han afstand fra dem. Først i 1829 fik Wellington tvunget ham til at underskrive Catholic Relief Act, der åbnede parlamentet for katolikker.

## Besøget i Skotland
Georg 4.s besøg i Skotland i 1822 var det første af en britisk monark siden 1650. Også kongen optrådte i kilt. Hans ophold i Edinburgh skabte begejstring for alt skotsk, hvorefter kilten ligefrem kom på mode - mindre end 80 år efter, at den var blevet forbudt af myndighederne i kølvandet af slaget ved Culloden, det sidste slag på britisk jord.

## Sidste år
Den aldrende konge fik sit hår farvet og anvendte en formue på salver, eau de cologne og jasminolie. Han bar så tyk sminke, at hans hud så ud som den var dækket af glasur. Den unge prinsesse Victoria syntes det var modbydeligt at skulle kysse sin farbrors fedtede kind. Han led af højt blodtryk og fik ofte en åreladning før han viste sig offentligt. Han led også af hævede kirtler i halsen og dækkede dem med høje kraver, der kom til at danne mode. Normalt gik han med sit enorme korpus klemt ind i et korset, men da han skulle åbne Waterloo-broen, viste han sig uden bælte eller korset, og hans mave hang omkring hans knæ. I de sidste otte år af sit liv led han af arteriosklerose, skrumpelever og ødemer, og i sine sidste måneder kunne han hverken gå eller sove, ikke engang ligge ned pga. problemer med vejrtrækningen. Selv om han søgte lindring med en daglig drik bestående af opium, skarntyde, brandy og eau de cologne, fik hans smerter ham til at skrige, så vagterne uden for slottet kunne høre det. Hans lig truede med at sprænge kisten, så der måtte bores et hul, der slap noget af gassen ud. Et øjenvidne beskrev hans begravelse som meget det samme som hans regime: En ubehagelig affære. Times skrev i hans nekrolog, at "der var aldrig et individ mindre savnet af sine medskabninger end den afdøde konge".

## Eksterne links
- Georg IV. på hjemmesiden Die Welfen (tysk)

| Georg 4.Huset HannoverSidelinje af Huset WelfFødt: 12. august 1762 Død: 26. juni 1830 |                                             |                           |
| Titler som regent                                                                     |                                             |                           |
| Foregående: Georg 3.                                                                  | Konge af Storbritannien og Irland 1820–1830 | Efterfølgende: Vilhelm 4. |
| Foregående: Georg 3.                                                                  | Konge af Hannover 1820–1830                 | Efterfølgende: Vilhelm 4. |